# Marçac de Riam
Marsat és un municipi francès situat al departament del Puèi Domat i a la regió d'Alvèrnia-Roine-Alps. L'any 2007 tenia 1.196 habitants.

## Demografia

### Població
El 2007 la població de fet de Marsat era de 1.196 persones. Hi havia 490 famílies de les quals 116 eren unipersonals (56 homes vivint sols i 60 dones vivint soles), 179 parelles sense fills, 167 parelles amb fills i 28 famílies monoparentals amb fills.
La població ha evolucionat segons el següent gràfic:
Habitants censats

### Habitatges
El 2007 hi havia 523 habitatges, 503 eren l'habitatge principal de la família, 8 eren segones residències i 12 estaven desocupats. 483 eren cases i 39 eren apartaments. Dels 503 habitatges principals, 406 estaven ocupats pels seus propietaris, 92 estaven llogats i ocupats pels llogaters i 4 estaven cedits a títol gratuït; 2 tenien una cambra, 24 en tenien dues, 50 en tenien tres, 113 en tenien quatre i 314 en tenien cinc o més. 393 habitatges disposaven pel capbaix d'una plaça de pàrquing. A 171 habitatges hi havia un automòbil i a 302 n'hi havia dos o més.

### Piràmide de població
La piràmide de població per edats i sexe el 2009 era:
| Homes | Edats   | Dones |
| ----- | ------- | ----- |
| 0     | 95 o +  | 0     |
| 0     | 90 a 94 | 0     |
| 8     | 85 a 89 | 4     |
| 8     | 80 a 84 | 8     |
| 16    | 75 a 79 | 16    |
| 8     | 70 a 74 | 16    |
| 24    | 65 a 69 | 20    |
| 48    | 60 a 64 | 20    |
| 32    | 55 a 59 | 24    |
| 72    | 50 a 54 | 68    |
| 56    | 45 a 49 | 76    |
| 36    | 40 a 44 | 32    |
| 44    | 35 a 39 | 24    |
| 28    | 30 a 34 | 36    |
| 44    | 25 a 29 | 36    |
| 48    | 20 a 24 | 24    |
| 48    | 15 a 19 | 44    |
| 20    | 10 a 14 | 44    |
| 32    | 5 a 9   | 44    |
| 28    | 0 a 4   | 16    |

## Economia
El 2007 la població en edat de treballar era de 817 persones, 570 eren actives i 247 eren inactives. De les 570 persones actives 539 estaven ocupades (284 homes i 255 dones) i 31 estaven aturades (12 homes i 19 dones). De les 247 persones inactives 115 estaven jubilades, 77 estaven estudiant i 55 estaven classificades com a «altres inactius».

### Ingressos
El 2009 a Marsat hi havia 501 unitats fiscals que integraven 1.248 persones, la mediana anual d'ingressos fiscals per persona era de 24.635 €.

### Activitats econòmiques
Dels 33 establiments que hi havia el 2007, 3 eren d'empreses de fabricació d'altres productes industrials, 5 d'empreses de construcció, 6 d'empreses de comerç i reparació d'automòbils, 3 d'empreses d'hostatgeria i restauració, 1 d'una empresa d'informació i comunicació, 3 d'empreses financeres, 2 d'empreses immobiliàries, 3 d'empreses de serveis, 4 d'entitats de l'administració pública i 3 d'empreses classificades com a «altres activitats de serveis».
Dels 8 establiments de servei als particulars que hi havia el 2009, 1 era un taller de reparació d'automòbils i de material agrícola, 1 paleta, 1 fusteria, 2 lampisteries, 1 electricista, 1 perruqueria i 1 restaurant.
L'únic establiment comercial que hi havia el 2009 era una botiga de menys de 120 m².
L'any 2000 a Marsat hi havia 8 explotacions agrícoles que ocupaven un total de 170 hectàrees.

## Equipaments sanitaris i escolars
El 2009 hi havia una escola elemental.

## Poblacions més properes
El següent diagrama mostra les poblacions més properes.